# Otra vez (canción)

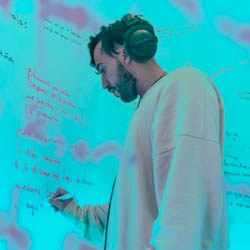
El compositor: René David Cano Ganador del Grammy Latino 2015 a Mejor Canción Urbana. Escritor de éxitos del reguetón como: - Ay Vamos(J Balvin), Sigo Extrañándote (J Balvin), Ginza(J Balvin), Borro Cassette(Maluma), Bobo(J Balvin), Mi Cama(Katol G), Trap (Shakira), Otra Vez (Zion y Lennox)

«Otra Vez» es el segundo sencillo del álbum de estudio Motivan2, del dúo puertorriqueño Zion & Lennox. y el cantante colombiano J Balvin, que fue anunciado el 1 de marzo de 2016, y teniendo su publicación oficial el 5 de agosto de 2016 tanto sencillo como vídeo promocional.
La canción desde su salida alcanzó el número uno en las listas musicales extranjeras, como la lista Billboard Latin Airplay, además en Spotify Velocity ingresaron al top 10 global.

## Producción
Anteriormente, el dúo había colaborado con Balvin en el tema «Soltera», que pertenece a su álbum Los Verdaderos, publicado en 2010, desde ahí se formó un estrecho vínculo entre los artistas, como ellos han afirmado en entrevistas.
La producción y mezcla estuvo a cargo de Alejandro «Sky» Ramires y Carlos «Mosty» Patiño, equipo de producción de Balvin, y parte de la composición del tema fue hecho por Rene Cano «Bull Nene».

## Video musical
El videoclip estuvo dirigido por Mike Ho, con Jessy Terreno y Cinemagiants cooperando en la producción y posproducción, fue grabado en mayo de 2016. En varias entrevistas, el dúo recalca el aspecto visual y la técnica de dirección que posee el video, optando por una paleta de colores brillantes, una grabación en formato 16:9 y una decisión técnica de no mostrar a las modelos en tomas sexualizadas, haciendo tomas visuales más llamativas en torno al clima, el cual fue grabado en las playas de Miami, Estados Unidos.

## Posicionamiento en listas
| Lista (2016)                                        | Mejor posición |
| --------------------------------------------------- | -------------- |
| Estados Unidos (Billboard Latin Airplay)            | 1              |
| Estados Unidos (Billboard Latin Rhythm)             | 1              |
| Estados Unidos (Billboard Latin Pop Songs)          | 5              |
| Estados Unidos (Billboard Hot Latin Songs)          | 5              |
| Estados Unidos (Billboard Latin Digital Song Sales) | 4              |
| Estados Unidos (Billboard Latin Streaming Songs)    | 7              |
| Estados Unidos (Billboard Tropical Songs)           | 27             |
| Spotify Velocity                                    | 10             |